# Formula–1 kanadai nagydíj

Circuit Gilles Villeneuve

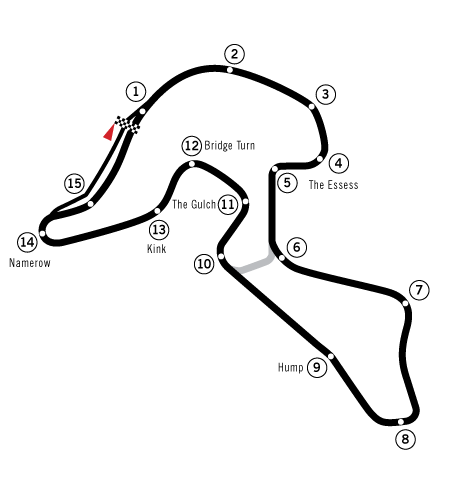
Circuit Mont-Tremblant

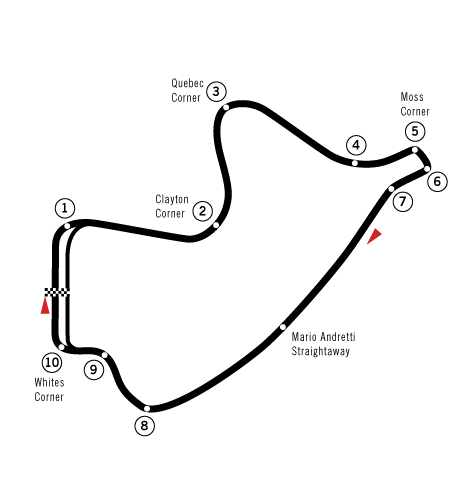
Mosport International Raceway

A kanadai nagydíjat 1978 óta rendezik meg Montréalban, Kanadában a Circuit Gilles Villeneuve-ön. Az első futamot a Mosport Parkban rendezték az Ontario-tó mellett, Torontótól nem messze 1967-ben. A következő szezonban, 1970-ben a québeci Mont Tremblant-ban rendezték meg Kanada nagydíját. Aztán 1969-ben, és 1971-től 1977-ig ismét a Mosport Park adott otthont a kanadai nagydíjnak. 
2024 novemberében bejelentették, hogy 2026-tól a versenyt május 3. vagy 4. hétvégéjén rendezik meg. 2025 júniusában Stefano Domeicali az F1 elnök-vezérigazgatója nyilvánosságra hozta, hogy a nagydíj szerződését 2035-ig meghosszabbították.

## Győztesek
A piros hátterű versenyek nem Formula–1-es futamok.
| Év   | Versenyző          | Konstruktőr         | Pálya                     | Összefoglaló  |
| ---- | ------------------ | ------------------- | ------------------------- | ------------- |
| 2025 | George Russell     | Mercedes            | Circuit Gilles Villeneuve | Összefoglaló  |
| 2024 | Max Verstappen     | Red Bull-RBPT       | Circuit Gilles Villeneuve | Összefoglaló  |
| 2023 | Max Verstappen     | Red Bull-RBPT       | Circuit Gilles Villeneuve | Összefoglaló  |
| 2022 | Max Verstappen     | Red Bull-RBPT       | Circuit Gilles Villeneuve | Összefoglaló  |
| 2021 | Törölve            | Törölve             | Törölve                   | Törölve       |
| 2020 | Törölve            | Törölve             | Törölve                   | Törölve       |
| 2019 | Lewis Hamilton     | Mercedes            | Circuit Gilles Villeneuve | Összefoglaló  |
| 2018 | Sebastian Vettel   | Ferrari             | Circuit Gilles Villeneuve | Összefoglaló  |
| 2017 | Lewis Hamilton     | Mercedes            | Circuit Gilles Villeneuve | Összefoglaló  |
| 2016 | Lewis Hamilton     | Mercedes            | Circuit Gilles Villeneuve | Összefoglaló  |
| 2015 | Lewis Hamilton     | Mercedes            | Circuit Gilles Villeneuve | Összefoglaló  |
| 2014 | Daniel Ricciardo   | Red Bull-Renault    | Circuit Gilles Villeneuve | Összefoglaló  |
| 2013 | Sebastian Vettel   | Red Bull-Renault    | Circuit Gilles Villeneuve | Összefoglaló  |
| 2012 | Lewis Hamilton     | McLaren-Mercedes    | Circuit Gilles Villeneuve | Összefoglaló  |
| 2011 | Jenson Button      | McLaren-Mercedes    | Circuit Gilles Villeneuve | Összefoglaló  |
| 2010 | Lewis Hamilton     | McLaren-Mercedes    | Circuit Gilles Villeneuve | Összefoglaló  |
| 2009 | Nem rendeztek      | Nem rendeztek       | Nem rendeztek             | Nem rendeztek |
| 2008 | Robert Kubica      | BMW Sauber          | Circuit Gilles Villeneuve | Összefoglaló  |
| 2007 | Lewis Hamilton     | McLaren-Mercedes    | Circuit Gilles Villeneuve | Összefoglaló  |
| 2006 | Fernando Alonso    | Renault             | Circuit Gilles Villeneuve | Összefoglaló  |
| 2005 | Kimi Räikkönen     | McLaren-Mercedes    | Circuit Gilles Villeneuve | Összefoglaló  |
| 2004 | Michael Schumacher | Ferrari             | Circuit Gilles Villeneuve | Összefoglaló  |
| 2003 | Michael Schumacher | Ferrari             | Circuit Gilles Villeneuve | Összefoglaló  |
| 2002 | Michael Schumacher | Ferrari             | Circuit Gilles Villeneuve | Összefoglaló  |
| 2001 | Ralf Schumacher    | Williams-BMW        | Circuit Gilles Villeneuve | Összefoglaló  |
| 2000 | Michael Schumacher | Ferrari             | Circuit Gilles Villeneuve | Összefoglaló  |
| 1999 | Mika Häkkinen      | McLaren-Mercedes    | Circuit Gilles Villeneuve | Összefoglaló  |
| 1998 | Michael Schumacher | Ferrari             | Circuit Gilles Villeneuve | Összefoglaló  |
| 1997 | Michael Schumacher | Ferrari             | Circuit Gilles Villeneuve | Összefoglaló  |
| 1996 | Damon Hill         | Williams-Renault    | Circuit Gilles Villeneuve | Összefoglaló  |
| 1995 | Jean Alesi         | Ferrari             | Circuit Gilles Villeneuve | Összefoglaló  |
| 1994 | Michael Schumacher | Benetton-Ford       | Circuit Gilles Villeneuve | Összefoglaló  |
| 1993 | Alain Prost        | Williams-Renault    | Circuit Gilles Villeneuve | Összefoglaló  |
| 1992 | Gerhard Berger     | McLaren-Honda       | Circuit Gilles Villeneuve | Összefoglaló  |
| 1991 | Nelson Piquet      | Benetton-Ford       | Circuit Gilles Villeneuve | Összefoglaló  |
| 1990 | Ayrton Senna       | McLaren-Honda       | Circuit Gilles Villeneuve | Összefoglaló  |
| 1989 | Thierry Boutsen    | Williams-Renault    | Circuit Gilles Villeneuve | Összefoglaló  |
| 1988 | Ayrton Senna       | McLaren-Honda       | Circuit Gilles Villeneuve | Összefoglaló  |
| 1987 | Nem rendeztek      | Nem rendeztek       | Nem rendeztek             | Nem rendeztek |
| 1986 | Nigel Mansell      | Williams-Honda      | Circuit Gilles Villeneuve | Összefoglaló  |
| 1985 | Michele Alboreto   | Ferrari             | Circuit Gilles Villeneuve | Összefoglaló  |
| 1984 | Nelson Piquet      | Brabham-BMW         | Circuit Gilles Villeneuve | Összefoglaló  |
| 1983 | René Arnoux        | Ferrari             | Circuit Gilles Villeneuve | Összefoglaló  |
| 1982 | Nelson Piquet      | Brabham-BMW         | Circuit Gilles Villeneuve | Összefoglaló  |
| 1981 | Jacques Laffite    | Ligier-Matra        | Circuit Île Notre-Dame    | Összefoglaló  |
| 1980 | Alan Jones         | Williams-Ford       | Circuit Île Notre-Dame    | Összefoglaló  |
| 1979 | Alan Jones         | Williams-Ford       | Circuit Île Notre-Dame    | Összefoglaló  |
| 1978 | Gilles Villeneuve  | Ferrari             | Circuit Île Notre-Dame    | Összefoglaló  |
| 1977 | Jody Scheckter     | Wolf-Ford           | Mosport Park              | Összefoglaló  |
| 1976 | James Hunt         | McLaren-Ford        | Mosport Park              | Összefoglaló  |
| 1975 | Nem rendeztek      | Nem rendeztek       | Nem rendeztek             | Nem rendeztek |
| 1974 | Emerson Fittipaldi | McLaren-Ford        | Mosport Park              | Összefoglaló  |
| 1973 | Peter Revson       | McLaren-Ford        | Mosport Park              | Összefoglaló  |
| 1972 | Jackie Stewart     | Tyrrell-Ford        | Mosport Park              | Összefoglaló  |
| 1971 | Jackie Stewart     | Tyrrell-Ford        | Mosport Park              | Összefoglaló  |
| 1970 | Jacky Ickx         | Ferrari             | Mont-Tremblant            | Összefoglaló  |
| 1969 | Jacky Ickx         | Brabham-Ford        | Mosport Park              | Összefoglaló  |
| 1968 | Denny Hulme        | McLaren-Ford        | Mont-Tremblant            | Összefoglaló  |
| 1967 | Jack Brabham       | Brabham-Repco       | Mosport Park              | Összefoglaló  |
| 1966 | Mark Donohue       | Lola-Chevrolet      | Mosport Park              | Összefoglaló  |
| 1965 | Jim Hall           | Chaparral-Chevrolet | Mosport Park              | Összefoglaló  |
| 1964 | Pedro Rodríguez    | Ferrari             | Mosport Park              | Összefoglaló  |
| 1963 | Pedro Rodríguez    | Ferrari             | Mosport Park              | Összefoglaló  |
| 1962 | Masten Gregory     | Lotus-Climax        | Mosport Park              | Összefoglaló  |
| 1961 | Peter Ryan         | Lotus-Climax        | Mosport Park              | Összefoglaló  |

## Legsikeresebb versenyzők
| Győzelmek | Versenyző          | Győztes évek                             |
| --------- | ------------------ | ---------------------------------------- |
| 7         | Michael Schumacher | 1994, 1997, 1998, 2000, 2002, 2003, 2004 |
| 7         | Lewis Hamilton     | 2007, 2010, 2012, 2015, 2016, 2017, 2019 |
| 3         | Nelson Piquet      | 1982, 1984, 1991                         |
| 3         | Max Verstappen     | 2022, 2023, 2024                         |
| 2         | Jacky Ickx         | 1969, 1970                               |
| 2         | Jackie Stewart     | 1971, 1972                               |
| 2         | Alan Jones         | 1979, 1980                               |
| 2         | Ayrton Senna       | 1988, 1990                               |
| 2         | Sebastian Vettel   | 2013, 2018                               |